# Ровнянский район
Ровня́нский район (укр. Рівнянський район) — бывшая административно-территориальная единица Зиновьевского округа, а также Одесской и Кировоградской областей Украинской ССР, с центром в селе Ровное.

## История
Образован 7 марта 1923 года из территории бывших Ровенской и Семенастовской волостей волостей Елисаветградского уезда и вошёл в состав Елисаветградского (с августа 1924 — Зиновьевского) округа Одесской губернии. В сентябре 1930 года все округа в Украинской ССР были ликвидированы и Ровнянский район перешёл в прямое подчинение руководству республики. В 1931 году район был упразднён, а его территория была присоединена к Новоукраинскому району
Восстановлен в июле 1933 года, на территории 13 сельских советов, выделенных из Новоукраинского района, и вошёл в состав Одесской области Украинской ССР. Указом Президиума Верховного Совета СССР от 10 января 1939 года район включён в состав образованной этим же указом Кировоградской области
Район был расформирован в ходе административной реформы в СССР, в декабре 1962 года. Его территория была разделена между Бобринецким, Кировоградским и Новоукраинским районами. В отличие от большинства упразднённых в ходе реформы районов, после её сворачивания в 1965—1966 годах Ровнянский район восстановлен не был.

## Состав района
По состоянию на 1946 год, район включал в себя следующие населённые пункты:
- Анновский сельский совет:
  - Анновка
  - хутор Григоровка
  - хутор Громуха
  - хутор Петровка
  - хутор Сергеевка
  - хутор Туша
  - хутор Червоный
  - хутор Шута
  - хутор Юрьевка
- Бежбайрацкий сельский совет:
  - Бежбайраки
  - Вольные Луки
  - Дмитровка
  - Новопавловка
  - Павловка
  - Трудолюбовка
- Дыминский сельский совет:
  - Дымино
  - посёлок совхоза «Константиновский»
  - хутор Елизаветовка
  - хутор Константиновка
  - хутор Петрополье
- Захаровский сельский совет:
  - Захаровка
  - хутор Житникова
  - хутор Троянка
  - хутор Чабанка
- Ивановский сельский совет:
  - Ивановка
  - посёлок совхоза «Ивановский»
  - хутор Ленинский
  - хутор Пролетарка
- Караказелевский сельский совет:
  - Караказелевка
  - хутор Чёрный Ташлык
  - хутор Шутенька
- Лозоватский сельский совет:
  - Лозоватка
  - Новоалексеевка
  - хутор Ивановцы
- Михайловский сельский совет:
  - Михайловка Первая
  - Михайловка Вторая
  - хутор Свиридоновка
- Новониколаевский сельский совет:
  - Новая Печёная
  - Новониколаевка
  - хутор Куликова Балка
  - хутор Приют
  - хутор Старая Печёная
- Ровнянский первый сельский совет:
  - Ровное
  - хутор Вольный
- Ровнянский второй сельский совет:
  - Ровное
  - хутор Коржевка
  - хутор Ломаная Балка
  - хутор Лозоватка
- Ровнянский третий сельский совет:
  - Ровное
  - хутор Ивановцы
  - хутор Лозоватка
- Семенастовский сельский совет:
  - Нерубаевка
  - Семенастое
  - хутор Кулики
  - хутор Мусиевка
  - хутор Семёновка
- Стояновский сельский совет:
  - Стояновка
  - хутор Богдановка
  - хутор Вербовка
  - хутор Капитоновка
  - хутор Мозолиевка
  - хутор Новосёловка
  - хутор Прозорый